# SV Ramlingen/Ehlershausen
Der SV Ramlingen/Ehlershausen ist ein Fußball- und Radsportverein aus dem Burgdorfer Stadtteil Ramlingen-Ehlershausen. 
Die Spielstätte des SV Ramlingen/Ehershausen ist die Wahrendorff-Arena in Burgdorf, das frühere Waldstadion Ramlingen mit einer Kapazität von ca. 2000 Zuschauerplätzen davon ca. 350 als Sitzplätze. 
Der bislang größte Erfolg des 1921 gegründeten Vereins war der Gewinn der Niedersachsenmeisterschaft 2006 und der damit verbundene Aufstieg in die Oberliga Nord. Nach nur einer Saison stieg der Verein nach der Saison 2006/07 als Tabellenletzter der Oberliga Nord wieder ab. Ein Jahr später stieg der RSE aus der Niedersachsenliga West in die Bezirksoberliga Hannover ab. In der Saison 2008/09 wurde der Verein Tabellenzweiter der Bezirksoberliga und schaffte über die Relegation die Rückkehr in die Oberliga Niedersachsen-West. Die Mannschaft schlug Vorwärts Nordhorn mit 4:3. In der Spielsaison 2009/2010 der Oberliga Niedersachsen-West gelang dem damaligen Stürmer des RSE Manuel Brunne am 26. Spieltag in der Partie VfL Oldenburg gegen RSE ein sehenswerter Fallrückzieher zum 1:2 (2:2) für den RSE. Dieses Tor wurde in der ARD Sportschau für das Tor des  Monats nominiert und erreichte einem erachtlichen zweiten Platz und musste sich nur einen Arjen Robben vom FC Bayern München geschlagen geben. Nachdem 2010 die Qualifikation für die eingleisige Oberliga Niedersachsen gelungen war, stieg der RSE ein Jahr später aus dieser Spielklasse in die sechstklassige Landesliga Hannover ab. 2020 gelang die Rückkehr in die Oberliga Niedersachsen, ehe die Ramlinger vier Jahre später wieder absteigen mussten. Die Spielsaison 2024/25 beendete die 1. Herren des RSE mit dem erreichen des 4. Platz in der Landesliga Hannover.

## Persönlichkeiten
- Mourad Bounoua
- Heiðmar Felixson
- Aljoscha Hyde
- Lázaro Alfonso Prats, kubanischer Nationalspieler
- Oliver Stoecking
- Niklas Tasky